# Kekulen
Kekulen – organiczny związek chemiczny, policykliczny węglowodór aromatyczny (dwunastocykliczny). Jest zbudowany z dwunastu pierścieni benzenu, skondensowanych w kształcie pierścienia. Zsyntetyzowany w 1978 i nazwany na cześć Friedricha Augusta Kekulégo 
– odkrywcy struktury benzenu.